# Arcani
Arcani is een Roemeense gemeente in het district Gorj.
Arcani telt 1285 inwoners.